# チュブ川
チュブ川 (チュブがわ、チュブト川、スペイン語: Río Chubut、ウェールズ語: Afon Camwy、英語: Chubut River)は、アルゼンチン南部のパタゴニアを流れる川。
アンデス山脈の山麓に端を発して西から東に流れ、チュブ州の州都ラウソン付近で大西洋に注ぐ。全長は約810kmである。水深は浅く、水量は乾季と雨季で4 m3/秒-30 m3/秒と大きく変動する。しばしば起こる洪水が、流域に肥沃で農業にとって重要な土地を形成した。川は鱒釣りの行き先として人気がある。

## 歴史
19世紀、ウェールズ人入植者が現在のチュブ州域に到着し、チュブ川の谷に「Y Wladfa」（「ウェールズ人の入植地」の意味）という入植地を築いた。チュブ州の町の名称の多くはウェールズ語に由来し、多くの町にはウェールズ語やウェールズ風のティーハウスが見られる。ドラボンやトレレウがその典型である。川の名称はテウエルチェ語で「透明な」を意味するチュパ(chupat)という単語に由来しており、流域のチュブ州の名称はチュブ川に由来している。チュブ州に多く住むウェールズ人入植者は、チュブ川をAfon Camwy（「ねじれ川」の意味）と呼んだ。

## 流路

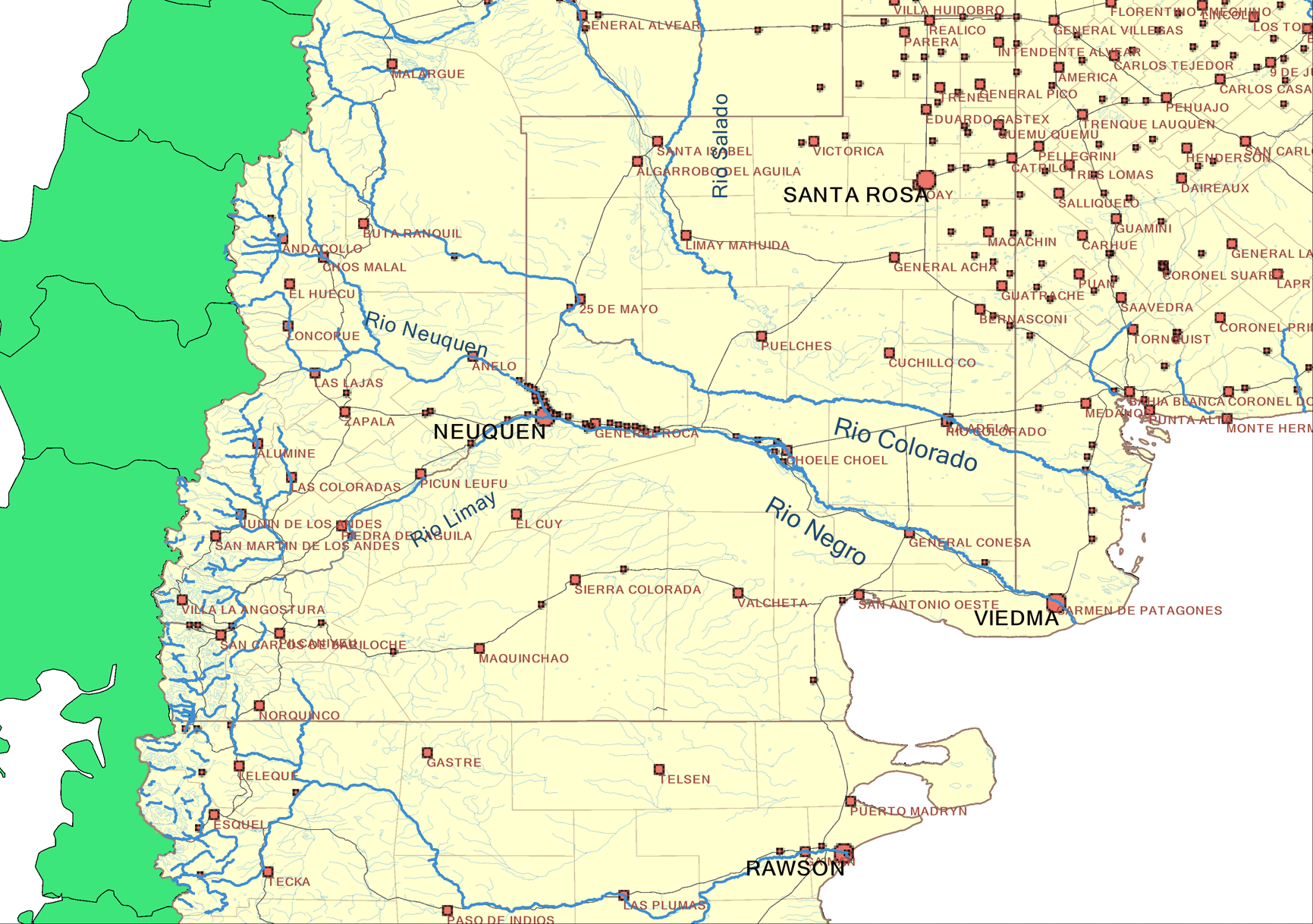
パタゴニア北部の主要河川を示した図。最下部にあるのがチュブ川である。ラウソンを過ぎて大西洋に注いでいる。

チュブ川の本流はリオ・ネグロ州・カレラスに起源があり、その流域はリオ・ネグロ州・サン・カルロス・デ・バリローチェとチュブ州・エスケルの間の西部アンデス山麓の広大な領域をカバーしている。北西から南東方向に流れてきたチュブ川はパソ・デ・インディオス付近で西から東方向に流れを変え、ラス・プルマスを通過する。もっとも大きな支流はチコ川。多くの支流が集まり、ピエドラ・パラーダの小規模な町を通って東に流れ、パソ・デル・サポを通過すると南東に向きを変える。高速道路25号線に出会い、再び東に向きを変える。下流で流域最大の都市トレレウやチュブ州都ラウソンを通り、エンガーニョ湾で大西洋に注いでいる。

### 水力発電
トレレウの西約120kmの地点には、古生物学者のフロレンティーノ・アメギノに因んで名付けられた堤頂長255m（837ft）のコンクリートダムが川を堰き止めている。このダムはアントニオ・ドミンゴ・プロンサートが1943年に設計を行ない、1963年4月19日に稼働が開始された。人造湖の表面積は70km2であり、堤高56m（184ft）で150m3/秒の水流が3つのタービンを回す。ピコ・トルンカード、カレータ・オリビア、コモドーロ・リバダビアやチュブ谷の下流域に電気を供給している。

## ギャラリー

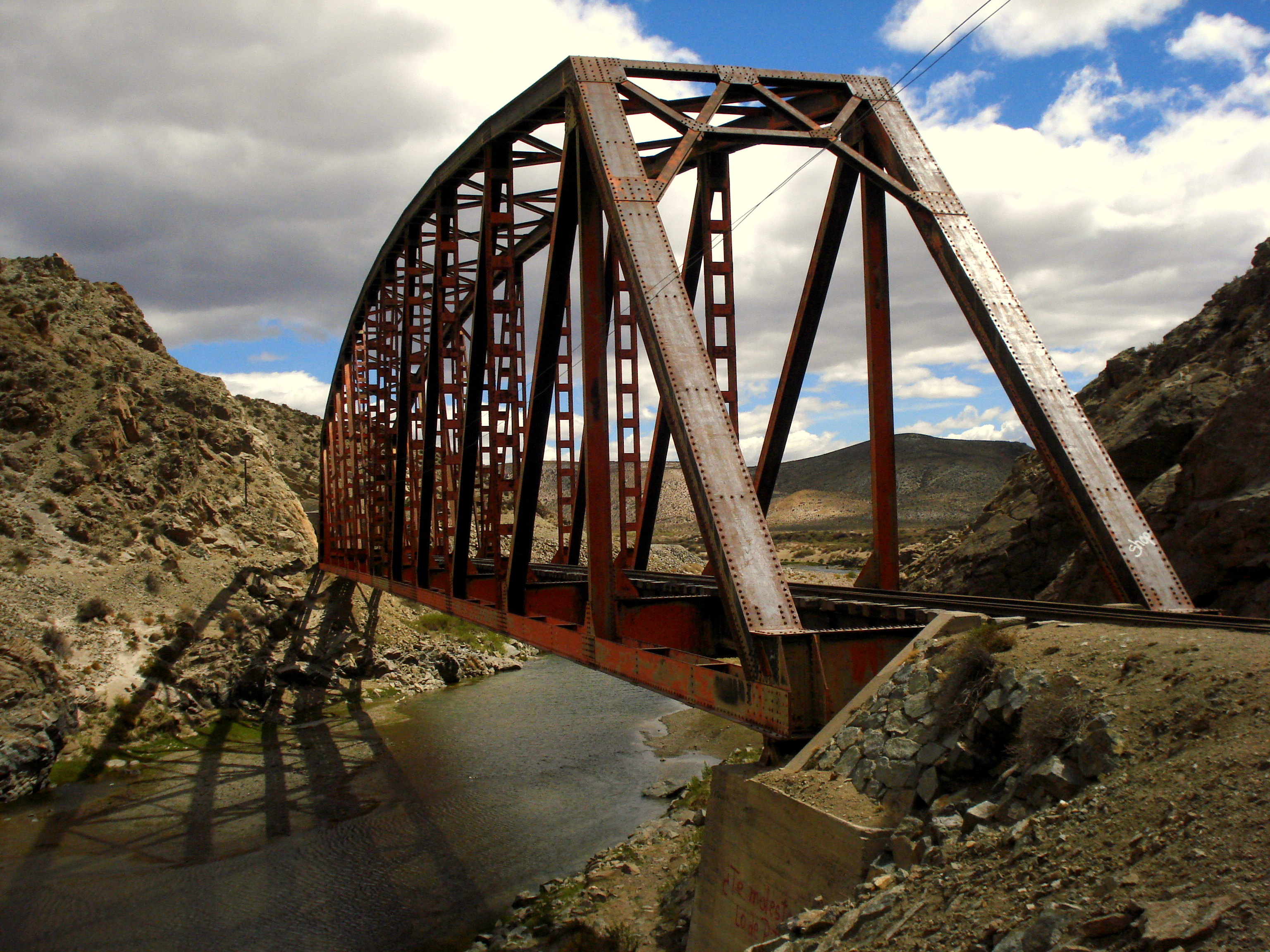
支流のチコ川に架かる鉄道橋
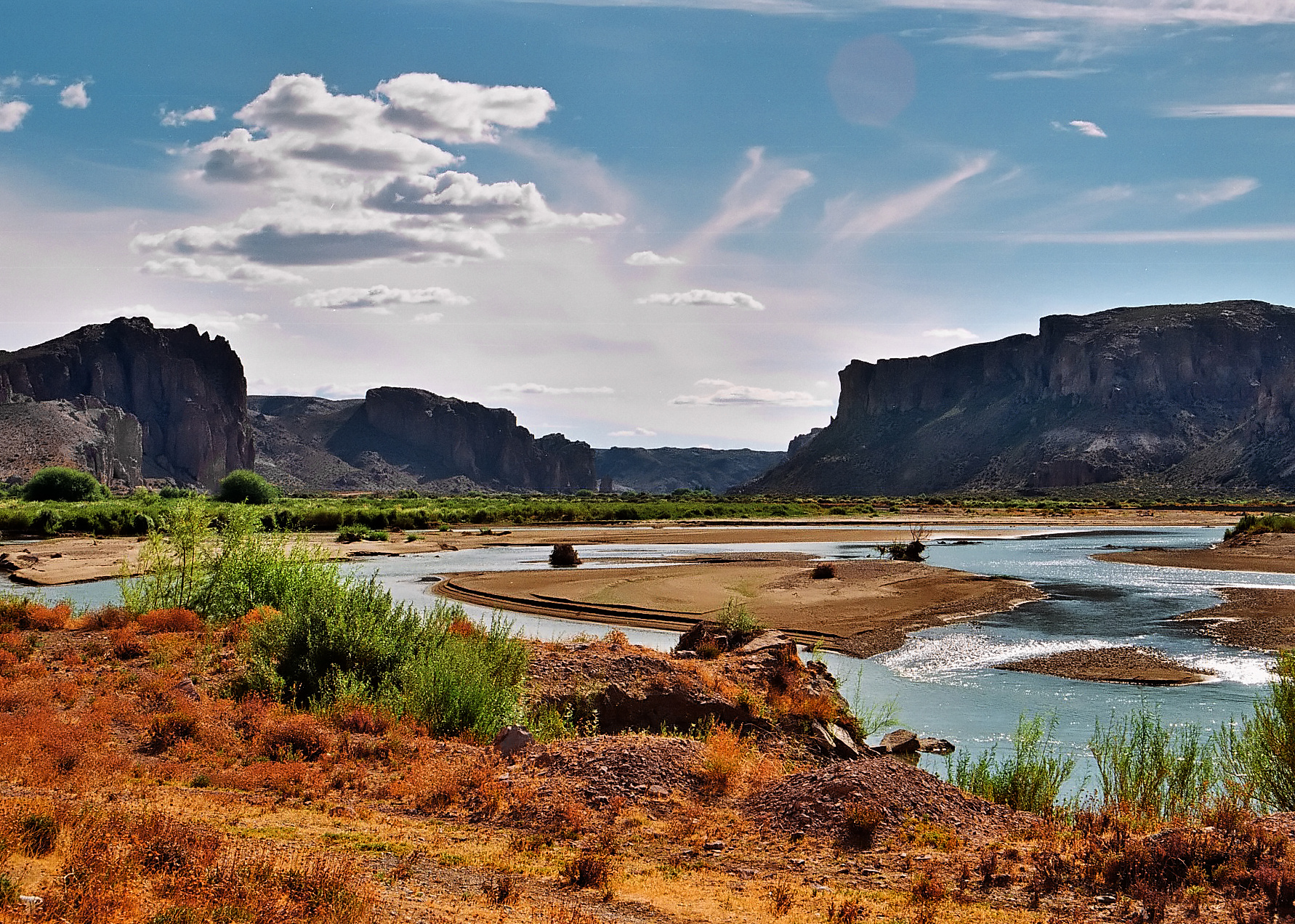
チュブ川の谷
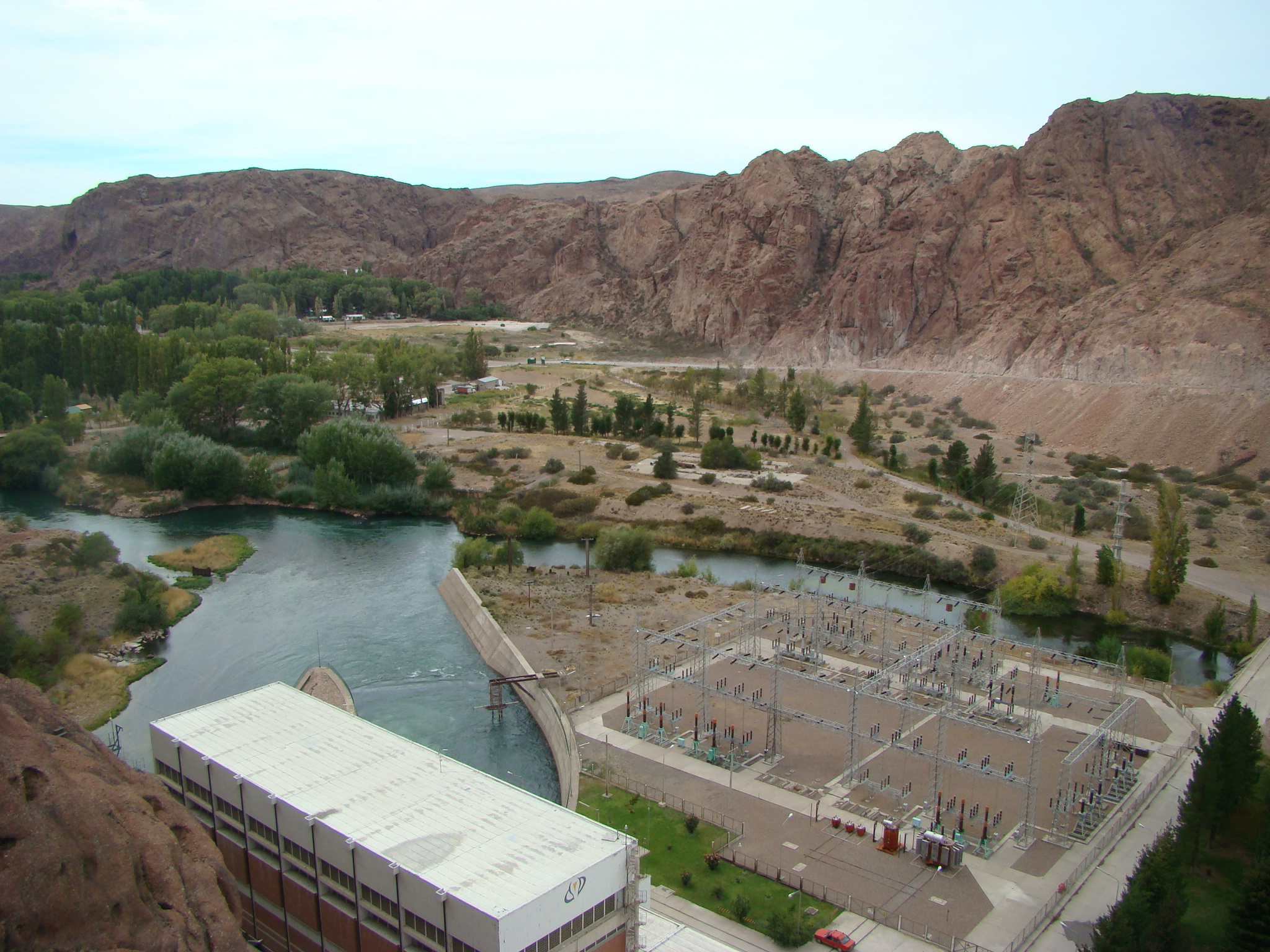
フロレンティーノ・アメギノ水力発電所
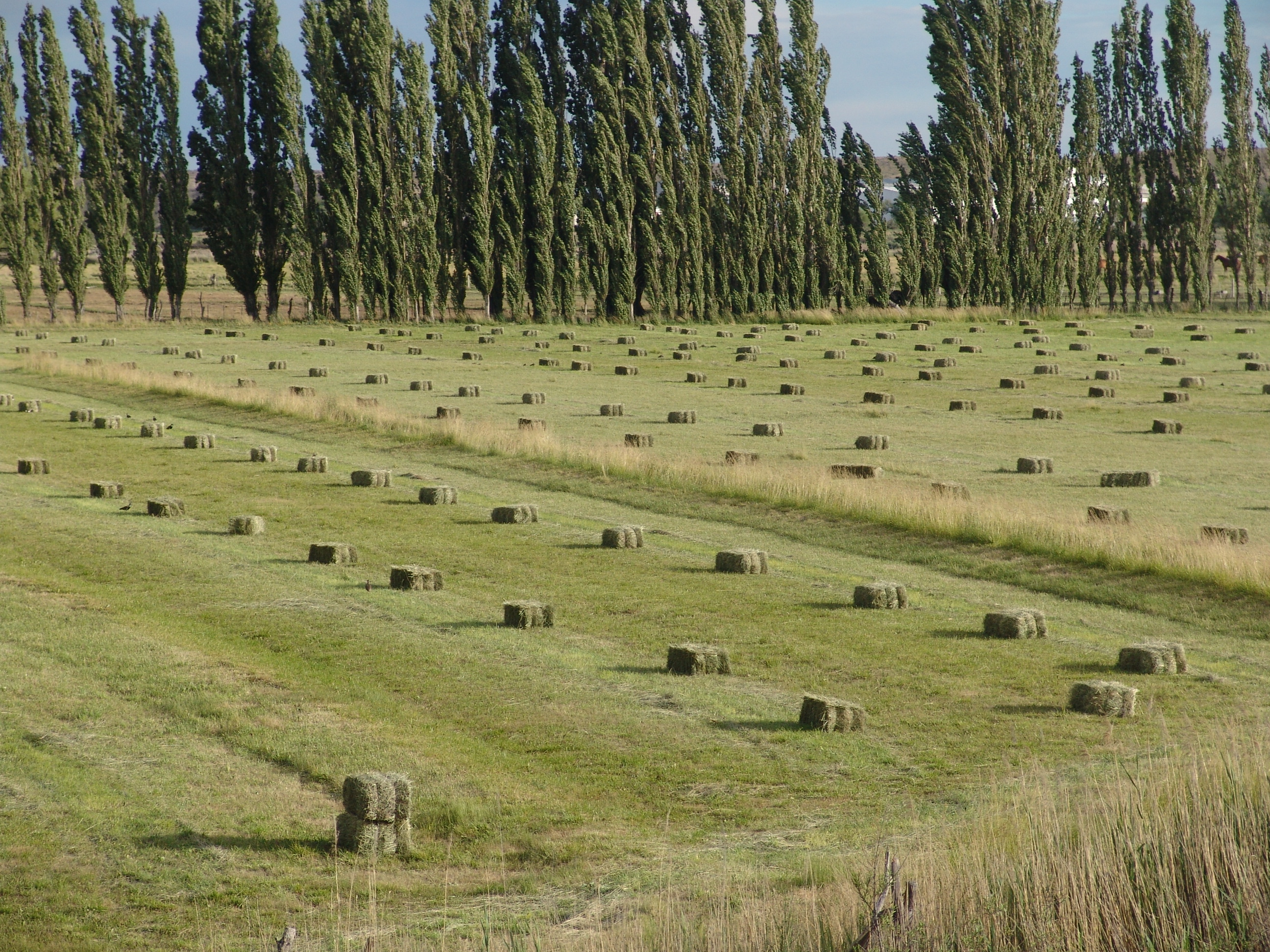
下流部にある放牧地
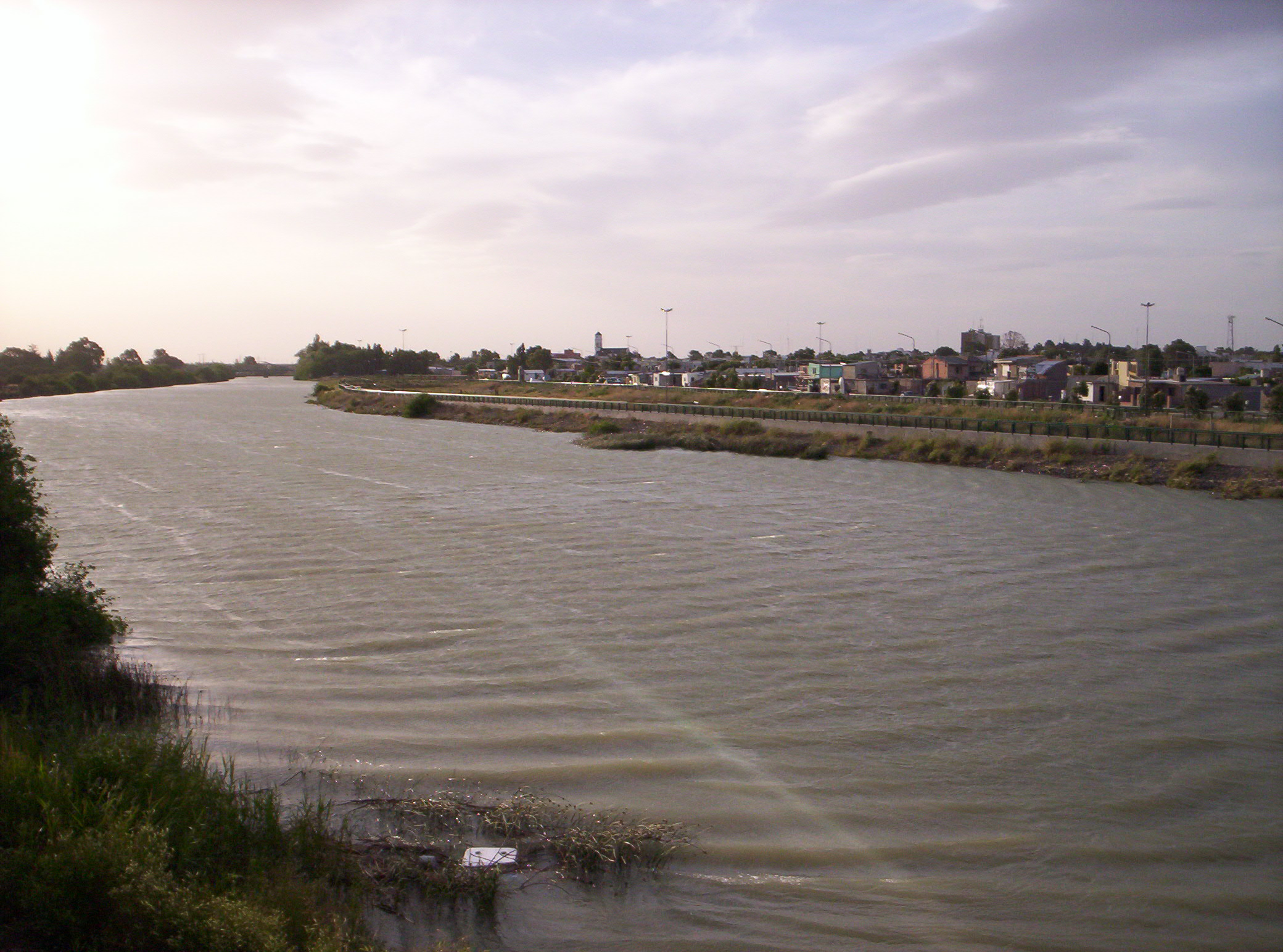
ラウソン付近
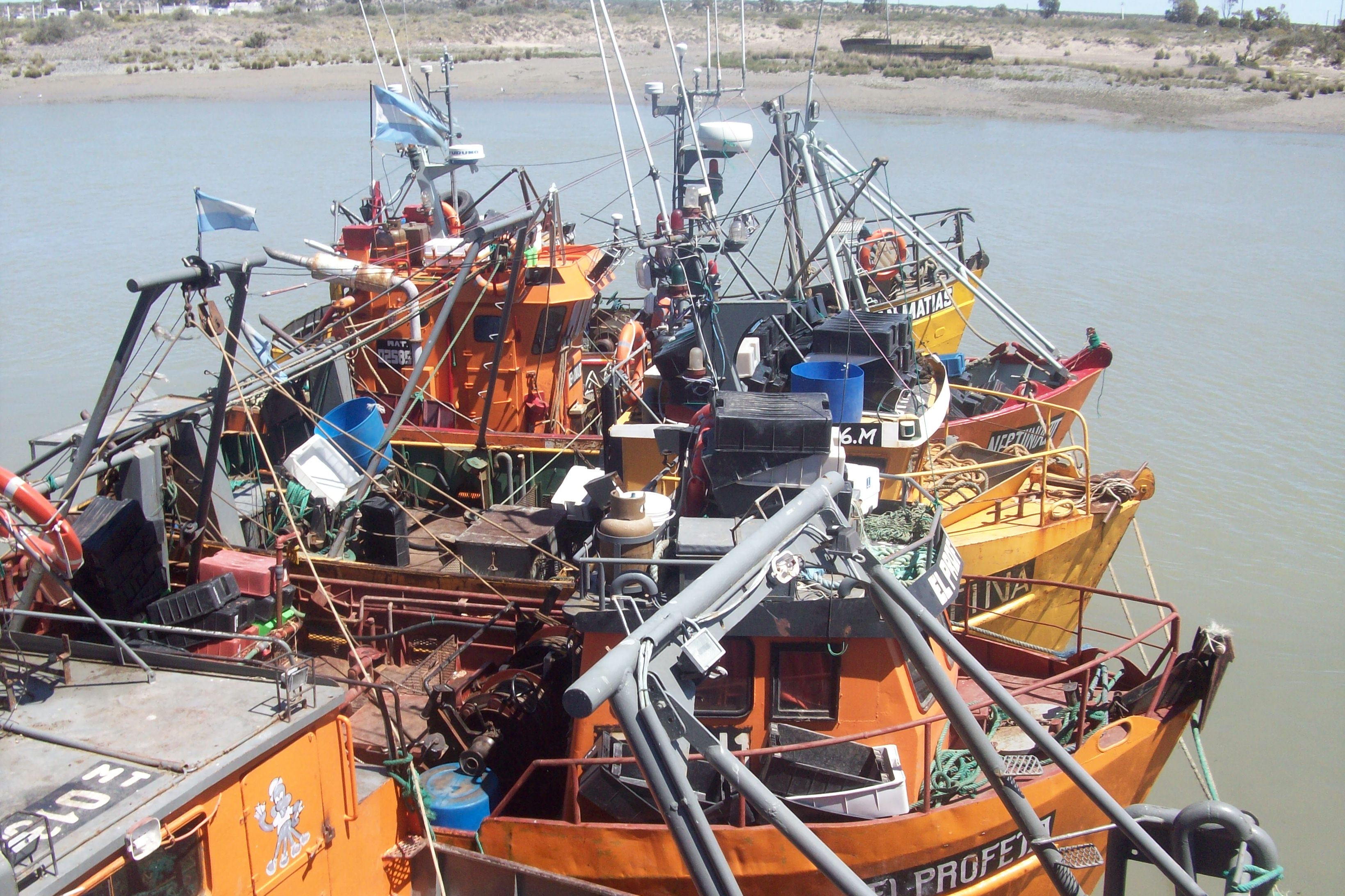
最下流部のラウソン港